# Carl Rottman

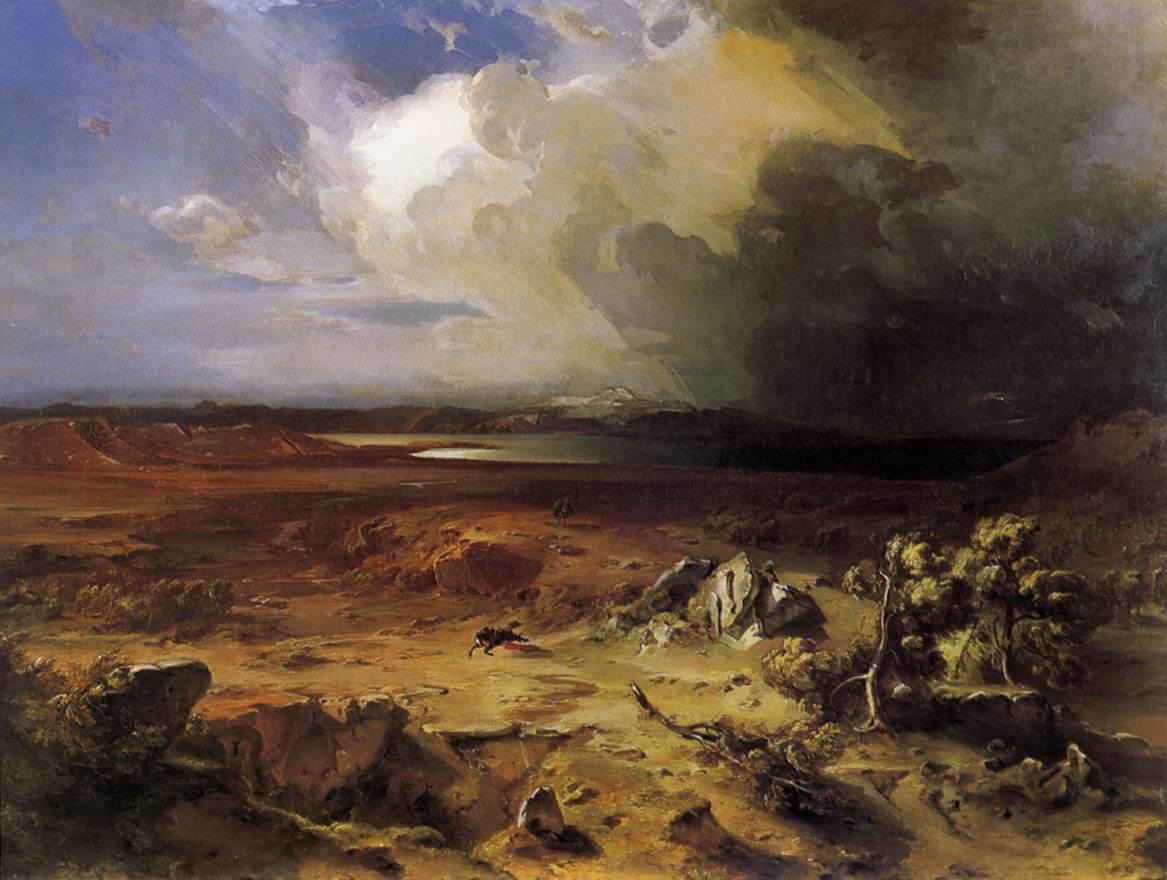
Maraton, 1848

Carl Anton Joseph Rottmann (ur. 11 stycznia 1797 w Handschuhsheim, obecnie część Heidelbergu, zm. 7 lipca 1850 w Monachium) – niemiecki malarz pejzażysta.
Jego pierwszym nauczycielem był ojciec Friedrich Rottmann, wykładowca rysunku na Uniwersytecie w Heidelbergu. W 1822 osiadł w Monachium gdzie studiował w Akademii i dwa lata później ożenił się z córką swojego wuja architekta krajobrazu Friedricha Ludwiga von Sckella. Początkowo malował krajobrazy bawarskie, później dzięki wsparciu finansowemu króla Ludwika I Wittelsbacha wyjeżdżał dwukrotnie do Włoch (1826/27 i 1829/30) i raz do Grecji (1834/35). Od 1841 był malarzem nadwornym Bawarii. Zmarł w 1850. Został pochowany na Starym Cmentarzu Południowym w Monachium.
Rottmann znany jest głównie z monumentalnych pejzaży wykonanych dla Ludwika I, jego prace odznaczają się dokładnością i efektami świetlnymi. Artysta wykonał również freski w klasztorze Hofgarten, obecnie Nowa Pinakoteka oraz malowidła ścienne krajobrazów włoskich w arkadach ogrodu dworskiego w Monachium, obecnie Residenzmuseum.